# Hypolobocera
Hypolobocera és un gènere de crustacis decàpodes d'aigua dolça de l'infraordre Brachyura, que inclou espècies natives de Colòmbia, Panamà, Veneçuela, Equador i el Perú.

## Taxonomia
- Hypolobocera aequatorialis (Ortmann, 1897)
- Hypolobocera alata Campos, 1989
- Hypolobocera andagoensis (Pretzmann, 1965)
- Hypolobocera barbacensis Campos, et al., 2002
- Hypolobocera beieri Pretzmann, 1968
- Hypolobocera bouvieri
- Hypolobocera brevipenis Rodríguez & Diaz, 1980
- Hypolobocera buenaventurensis (Rathbun, 1905)
- Hypolobocera cajambrensis von Prahl, 1988
- Hypolobocera canaensis Pretzmann, 1968
- Hypolobocera caputii (Nobili, 1901)
- Hypolobocera chilensis (Lucas, 1844)
- Hypolobocera chocoensis Rodríguez, 1980
- Hypolobocera conradi (Rathbun, 1905)
- Hypolobocera dantae Rodríguez & Suárez, 2004
- Hypolobocera delsolari Pretzmann, 1978
- Hypolobocera dentata von Prahl, 1987
- Hypolobocera emberara Campos & Rodríguez, 1995
- Hypolobocera esmeraldensis Rodríguez & von Sternberg, 1998
- Hypolobocera exuca Pretzmann, 1977
- Hypolobocera gibberimana Pretzmann, 1968
- Hypolobocera gorgonensis von Prahl, 1983
- Hypolobocera gracilignatha Pretzmann, 1972
- Hypolobocera guayaquilensis Bott, 1967
- Hypolobocera hauserae Pretzmann, 1977
- Hypolobocera henrici
- Hypolobocera kamsara Campos & Rodríguez, 1995
- Hypolobocera konstanzae Rodríguez & von Sternberg, 1998
- Hypolobocera lamercedes Pretzmann, 1978
- Hypolobocera latipenis Pretzmann, 1968
- Hypolobocera lloroensis Campos, 1989
- Hypolobocera malaguena von Prahl, 1988
- Hypolobocera martelathani (Pretzmann, 1965)
- Hypolobocera meineli von Prahl, 1988
- Hypolobocera merenbergeriensis von Prahl & Giraldo, 1985
- Hypolobocera mindonensis Rodríguez & von Sternberg, 1998
- Hypolobocera muisnensis Rodríguez & von Sternberg, 1998
- Hypolobocera murindensis Campos, 2003
- Hypolobocera mutisi von Prahl, 1988
- Hypolobocera niceforoi Schmitt, 1969
- Hypolobocera noanamensis Rodríguez et al., 2002
- Hypolobocera orcesi Pretzmann, 1978
- Hypolobocera orientalis Pretzmann, 1968
- Hypolobocera peruviana (Rathbun, 1898)
- Hypolobocera plana
- Hypolobocera puyensis Pretzmann, 1978
- Hypolobocera quevedensis Rodríguez & Diaz, 1980
- Hypolobocera rathbunae Pretzmann, 1968
- Hypolobocera riveti Rodríguez, 1980
- Hypolobocera rotundilobata Rodríguez, 1994
- Hypolobocera smalleyi Pretzmann, 1968
- Hypolobocera solimani Ramos-Tafur, 2006
- Hypolobocera steindachneri Pretzmann, 1968
- Hypolobocera triangula Ramos-Tafur, 2006
- Hypolobocera ucayalensis Rodríguez & Suárez, 2004
- Hypolobocera velezi Campos, 2003